# Raie zéro-phonon et bande satellite phonon

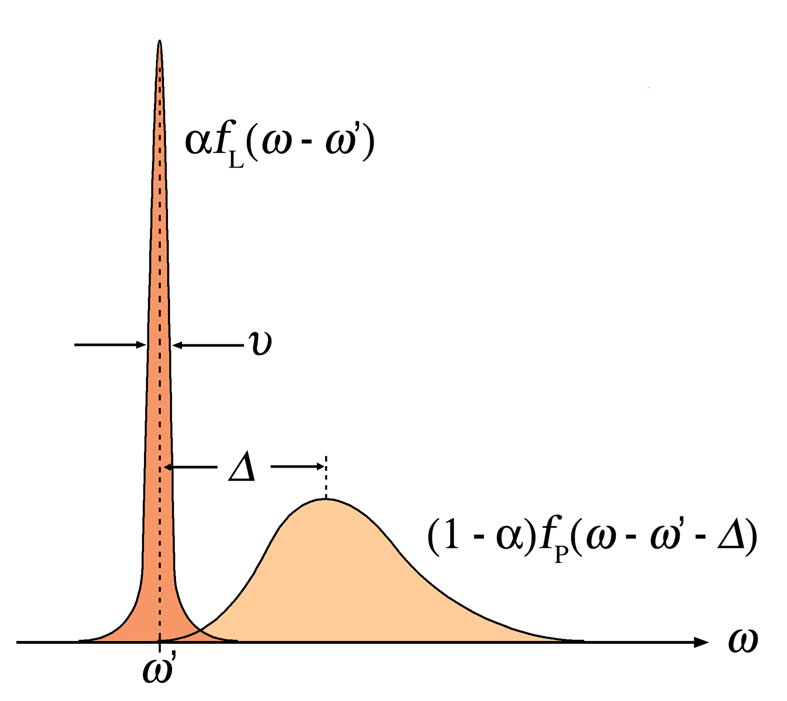
Figure 1. Représentation schématique du profil d'une excitation électronique. La partie étroite à la fréquence ωˈ est la raie zéro-phonon, la partie plus large est la bande satellite phonon. Les positions relatives des deux composantes lors d'une émission sont inversées.

La raie zéro-phonon et bande satellite phonon constituent conjointement le profil spectral de molécules individuelles absorbant ou émettant de la lumière (chromophores) inclus dans une matrice solide transparente. Lorsque la matrice hôte contient de nombreux chromophores, chacun d'entre eux contribuera à la raie zéro-phonon et à la bande satellite phonon des spectres. Le spectre issu d'un ensemble de chromophores est dit élargi de manière inhomogène, chaque chromophore étant entouré par un environnement différent modifiant l'énergie requise pour une transition électronique. Dans une distribution inhomogène de chromophores, les positions de la raie zéro-phonon individuelle et de la bande satellite phonon sont donc décalés et se chevauchent.
La figure 1 illustre le profil typique de la raie pour des transitions électroniques de chromophores individuels dans une matrice solide. La raie zéro-phonon est localisée à la fréquence ω’ déterminée par la différence intrinsèque dans les niveaux d'énergie entre les états fondamental et excités ainsi que par l'environnement local. La raie satellite phonon est décalée vers une fréquence plus élevée en absorption et plus basse en fluorescence. L'écart de fréquence Δ entre la raie zéro-phonon et le pic de la bande satellite phonon est déterminée par le principe de Franck-Condon.
La distribution de l'intensité entre la raie zéro-phonon et la bande satellite phonon est fortement dépendante de la température. A température ambiante, il y a assez d'énergie thermique pour exciter de nombreux phonons et la probabilité de transition zéro-phonon est quasi nulle. Pour des chromophores organiques dans des matrices organiques, la probabilité d'une transition électronique zéro-phonon ne devient réellement possible qu'en dessous de 40 K, mais dépend également de l'intensité du couplage entre le chromophore et la matrice hôte.

## Diagramme d'énergie

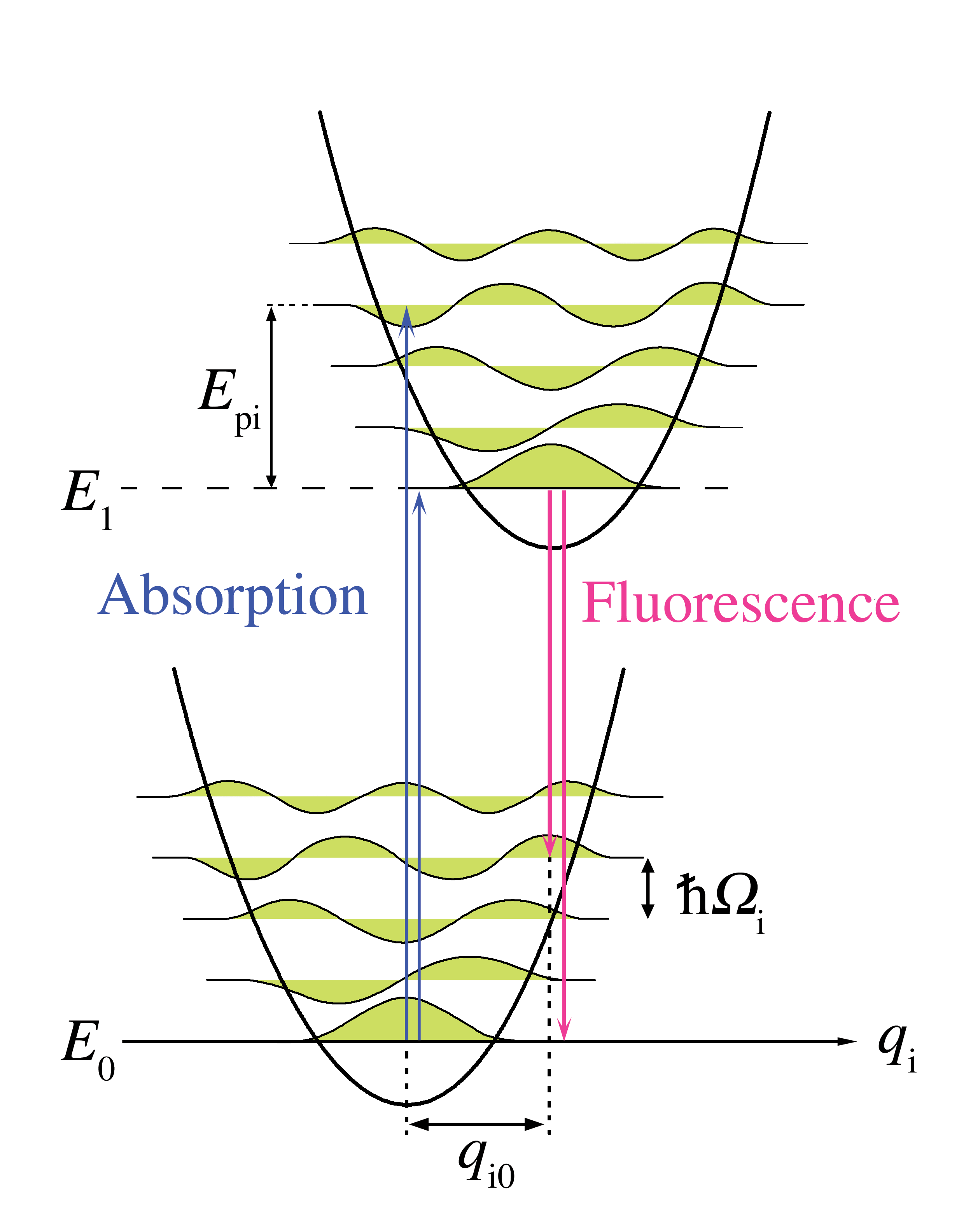
Figure 2. Diagramme d'énergie d'une transition électronique avec couplage aux phonons selon la coordonnée réactionnelle q_{ i}, un mode normal du réseau. Les flèches montantes représentent l'absorption sans phonon et avec trois phonons. Les flèches descendantes représentent le processus symétrique en émission.

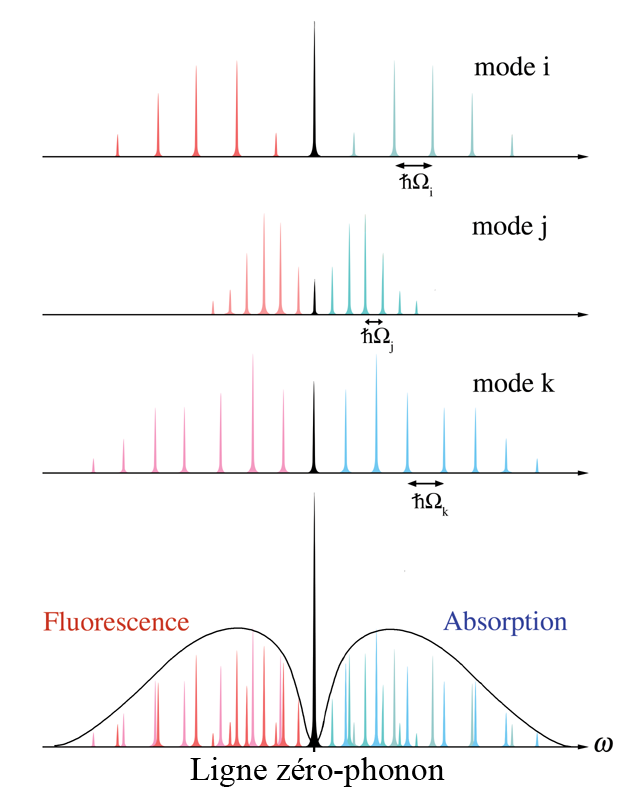
Figure 3. Représentation de trois modes de réseau normaux (i, j, k) et de la manière dont leurs intensités se combinent à la fréquence zéro-phonon, mais sont distribués dans la raie satellite phonon en raison de leurs différentes fréquences d'oscillateurs harmoniques caractéristiques Ω.

La transition entre état fondamental et état excité est basée sur le principe de Franck-Condon indiquant que la transition électronique est très rapide comparée au mouvement dans le réseau. Les transitions énergétiques peuvent être symbolisées par des flèches verticales entre l'état fondamental et l'état excité, le tout sans déplacement le long des coordonnées de configuration durant la transition. La figure 2 est un diagramme d'énergie pour l'interprétation de l'absorption et de l'émission avec et sans phonons selon la coordonnée configurationnelle qi. Les transitions énergétiques ont pour origine le niveau d'énergie phononique le plus bas des états électroniques. Comme montré dans la figure, le plus grand recouvrement de fonction d'onde (et donc la plus forte probabilité de transition) se produit quand l'énergie de phonon est égale à la différence d'énergie entre les deux états électroniques (E1 – E0) plus quatre quanta d'énergie vibrationnelle du mode de réseau i ({\displaystyle \hbar \Omega _{i}}). Cette transition à quatre phonons se reflète dans l'émission lorsque l'état excité se désexcite vers son niveau de vibration de réseau de point zéro par un processus non radiatif, et à partir de là, vers son état fondamental par une émission de photon. La transition zéro-phonon est décrite comme ayant un recouvrement de fonction d'onde moins important et ainsi une probabilité de transition plus faible.
En plus du postulat de Franck-Condon, trois autres approximations sont couramment utilisées et sont implicites dans les figures. La première est que le mode vibratoire de réseau est bien décrit par l'oscillateur harmonique quantique. Cette approximation est perceptible dans la forme parabolique des puits de potentiel de la figure 2, et dans l'espacement égal entre niveaux d'énergie des phonons. La seconde approximation est que seule la vibration de réseau la plus faible (de point zéro) est excitée. On appelle cela l'approximation de basse température, et cela signifie que les transitions électroniques ne proviennent pas des niveaux de phonon les plus élevés. La troisième approximation est que l'interaction entre le chromophore et le réseau est la même dans l'état excité que dans l'état fondamental. Le potentiel d'oscillateur harmonique est alors le même dans les deux cas. Cette approximation, appelée couplage linéaire, est visible sur la figure 2 : les potentiels des états fondamental et excité ont la même forme parabolique, et les niveaux d'énergie de phonons sont espacés de manière égale.
L'intensité d'une transition zéro-phonon provient de la superposition de l'ensemble des modes de réseau. Chaque mode de réseau m possède une fréquence de vibration Ωm caractéristique qui conduit à une différence d'énergie entre phonons {\displaystyle \hbar \Omega _{m}}. Lorsque les probabilités de transition de tous les modes sont additionnées, les transitions zéro-phonon s'ajoutent toujours à l'origine électronique (E1 – E0), alors que les transitions avec phonons contribuent à la distribution des énergies. La figure 3 illustre la superposition des probabilités de transition de plusieurs modes de réseau. Les contributions des transitions phonons de l'ensemble des modes de réseau constitue la bande satellite phonon.
La séparation des fréquences entre les maxima des bandes satellites d'absorption et de fluorescence traduit la contribution des phonons au déplacement de Stokes.

## Profil de raie
Le profil de la raie est lorentzien de largeur déterminée par le temps de vie de l'état excité T10 selon le principe d'incertitude d'Heisenberg. Sans l'influence du réseau, l'élargissement spectral (largeur à la moitié du maximum) du chromophore est γ0 = 1/T10. Le réseau réduit le temps de vie de l'état excité par induction de mécanismes de désexcitations non radiatives. Au zéro absolu, le temps d'excitation d'un état excité influencé par le réseau est T1. Au-dessus, l'agitation thermique va introduire des perturbations aléatoires de l'environnement local des chromophores. Ces perturbations modifient l'énergie de transition électronique en introduisant un élargissement de la raie dépendant de la température. La largeur mesurée de la raie zéro-phonon d'un seul chromophore, la largeur de raie homogène, est alors : γh(T) ≥ 1/T1.
La forme de la bande satellite phonon est celle d'une distribution de Poisson car traduisant un nombre discret d'évènements, les transitions électroniques avec les phonons (cf. couplage électron-phonon), lors d'une période de temps donnée. A des températures plus importantes, ou lorsque le chromophore interagit fortement avec la matrice, la probabilité d'un multiphonon est élevée et la bande satellite phonon approche une distribution gaussienne.
La distribution de l'intensité entre la raie zéro-phonon et la bande satellite phonon est caractérisée par le facteur Debye-Waller α.

## Analogie à l'effet Mössbauer
La raie zéro-phonon est une analogie optique aux raies Mössbauer, qui a son origine dans l'émission ou l'absorption sans recul de rayonnement gamma à partir des noyaux des atomes liés dans une matrice solide. Dans le cas d'une raie zéro-phonon optique, les coordonnées du chromophore constituent le paramètre physique pouvant être perturbé, alors que lors d'une transition gamma, la quantité de mouvement des atomes peut être modifiée. De manière plus technique, la clé de l'analogie est la symétrie entre position et quantité de mouvement dans le hamiltonien de l'oscillateur harmonique quantique. La position et la quantité de mouvement contribuent toutes deux de la même façon (quadratique) à l'énergie totale.